# 杨迈军
杨迈军（1956年—），云南大理人，白族，中华人民共和国政治人物、第十二届全国人民代表大会上海地区代表。
毕业于中国社会科学院马克思主义哲学专业，加入中国共产党。2013年，被选为全国人大代表。